# Varanus semjonovi
Varanus semjonovi — викопний вид варана. Він відомий з пізнього міоцену України.